# 樹里 (グラビアアイドル)
樹里（じゅり、1983年12月17日 - ）は、日本の元タレント、元グラビアアイドル。東京都出身。血液型はA型。
趣味は写真。特技は絵を描くこと。

## 来歴
16歳で池袋でスカウトされ、芸能界デビュー。2001年、第1回ミス・ヤングアニマルGIRLSコンテストで準グランプリ。同年、テレ朝エンジェルアイ2001に選ばれた。さらに、フィリピンエアラインズイメージガール（初代）を務めている。
2001年2月、交通事故で両足を骨折する事故に遭うが、すでに決まっていたテレ朝エンジェルアイのイメージビデオ撮影のため、車椅子でハワイロケを敢行し、無事5月にデビューした。
グラビアアイドルとしてDVD、写真集を出すかたわら、テレビドラマでの脇役での出演もこなしていた。初期の頃はアクアウェーブ、2003年頃はラブアンドピースエンターテイメントに所属していたが、両社ともに現在は存在せず。樹里も芸能活動を休止している模様。

## 出演

### テレビドラマ
- カバチタレ! 第6話（2001年、フジテレビ系）
- 土曜ワイド劇場 炎の警備隊長・五十嵐杜夫2 （2004年、テレビ朝日系）
- 土曜ワイド劇場 グルメ弁護士VSダイエット検事 （2005年、テレビ朝日系）

### バラエティ
- タイムショック21 サマージャンボ水着スペシャル（2001年、テレビ朝日系)
- 超V.I.P.（フジテレビ系)
- 爆笑問題の開け!記憶の扉（2002年、テレビ東京系）
- 美女大集合！玉つきだ秀ちゃんのビリヤードバトル2002（2002年、テレビ朝日系）
- 最高!ブギウギナイト （2003年、テレビ東京系）

### Vシネマ
- くノ一忍法伝 からくり遊戯 〜艶蜜快楽抄〜（2003年）
- 売春暴力団

### CM
- 丸八真綿（2001年）

## 出版

### DVD
- Sugar Tree（2000年、ラインコミュニケーション）
- LOVE×LOVE（2001年、ケイエスエス）
- テレ朝エンジェルアイ2001 樹里の撮影日記（2001年、プライム・ディレクション）
- FRESH STAR GALS SUMMER COLLECTION（2001年、スターゲイト）
- freesia（2002年、ジーオーティー）
- チャキチャキ純生（2002年、リイド社）
- 樹里 HEAVEN（2002年、エッジ）
- 旅立ち Departure （2003年、ケングルーヴ）

### 写真集
- Jyuri16（2000年、彩文館出版）
- SHINE（2001年、ケイエスエス）
- LOVE×LOVE（2001年、ぶんか社）
- PASSION FRUIT（2001年、パパラブックス）
- Keyword（2002年、リイド社）
- Angel Vol.3 樹里 JURI（2002年、スタープレス）

### 書籍その他
- 樹里 大作戦（2002年、ジーオーティー）